# Тулаги

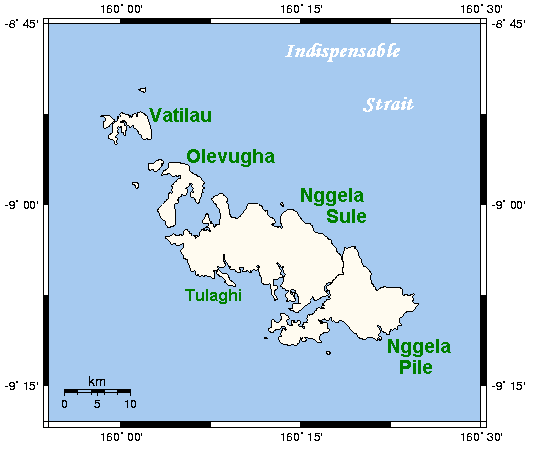
Остров Тулаги в группе островов Нггела

Тулаги (англ. Tulagi) — один из островов в группе Нггела (Флорида), к северо-востоку от острова Гуадалканал. Административно входит в состав Центральной провинции Соломоновых Островов.

## География
Небольшой остров (5,5 км на 1 км).

## История
Во время британского протектората власть в протекторате осуществляли британские резидент-комиссары, резиденция которых находилась в Тулаги. Остров имеет несколько более здоровый климат, чем территории на ближайших островах.
В ходе сражения 3 мая 1942 года Япония оккупировала остров. Десант армии США высадился 7 августа и захватил Тулаги после дня напряжённого боя.